# Heimatschutzkommando 14
Das Heimatschutzkommando 14 war ein teilaktives Heimatschutzkommando des Heeres der Bundeswehr mit Sitz des Stabes zuletzt in Lingen. Der Verband wurde 1974 ausgeplant, 1981 aufgelöst und unterstand dem Befehlshaber im Wehrbereich II.

## Geschichte

### Aufstellung
Das Heimatschutzkommando wurde zum 1. April 1974 zur Einnahme der Heeresstruktur III als teilaktiver Truppenteil im Wehrbereich II mit Stab in Munster aufgestellt. Im März 1976 verlegte der Stab nach Lingen.
Das Heimatschutzkommando war eines der sechs teilaktiven Heimatschutzkommandos des Territorialheeres. Nur ein Teil des Heimatschutzkommandos war im Frieden präsent. Im Spannungs- Verteidigungsfall konnte das Heimatschutzkommando durch einberufene Reservisten deutlich aufwachsen. Einige der unterstellten Bataillone und Kompanien waren dazu als nicht aktive Geräteeinheiten ausgeplant, die erst im Verteidigungsfall mobil gemacht worden wären. Dazu war deren Wehrmaterial im Frieden in Depots eingelagert oder musste als materiale Mob-Ergänzung aus zivilen Beständen eingezogen werden.
Aufgabe der Heimatschutzkommandos, die den Kern der Heimatschutztruppe des Territorialheeres bildeten, war unter anderem die Verteidigung des rückwärtigen Heeresgebietes, insbesondere die Sicherung wichtiger Infrastruktur wie Marschrouten, Häfen, Verkehrsknotenpunkte und Fernmeldeeinrichtungen. Im rückwärtigen Raum musste mit Luftlandetruppen, seegelandeten, durchgesickerten oder durchgebrochenen Feind gerechnet werden. Im Kern ähnelte das Heimatschutzkommando einer Jägerbrigade. Mobilität und Feuerkraft blieben durch den Mangel an geschützten Fahrzeugen, Artilleriesystemen und selbständigen Kompanien der Kampfunterstützungs- sowie Führungstruppen aber deutlich hinter den Brigaden des Feldheeres zurück, so dass das Heimatschutzkommando nur zeitlich und örtlich eng begrenzt Kampfaufträge hätte durchführen können und zum Gefecht der verbundenen Waffen nur bedingt befähigt war.
Im Frieden bildeten die unterstellten Ausbildungszentren Soldaten der Heimatschutztruppe aus.

### Auflösung
Zur Einnahme der Heeresstruktur IV wurde das Heimatschutzkommando zum 1. April 1981 außer Dienst gestellt. Personal und Material des außer Dienst gestellten Heimatschutzkommandos wurden zur Aufstellung der teilaktiven Heimatschutzbrigade 52 verwendet.

## Gliederung
Das Heimatschutzkommando gliederte sich in:
- Stab und Stabskompanie (Munster, ab 1976 Lingen) (gekadert)
  - Jägerregiment 41
    - Jägerbataillon 411 (aktiv)
    - Jägerbataillon 412 (Ochtrup) (Geräteeinheit)
    - Panzermörserkompanie 410 (Geräteeinheit)
    - 2 Panzerjägerkompanien (Geräteeinheiten)

  - Jägerregiment 42
    - Jägerbataillon 421 (aktiv)
    - Jägerbataillon 422 (Fürstenau) (Geräteeinheit)
    - Panzermörserkompanie 420 (Damme) (Geräteeinheit)
    - mehrere Panzerjägerkompanien (Geräteeinheiten)
      - Panzerjägerkompanien 420
      - Panzerjägerkompanie 421
      - Panzerjägerkompanie 422 (Ochtrup)

  - 1 leichtes Pionierbataillon (Geräteeinheit)
  - Versorgungsbataillon 14 (Ochtrup) (Geräteeinheit)
  - Feldersatzbataillon 14 (Lingen) (Geräteeinheit)
  - mehrere Ausbildungszentren
    - Jägerausbildungszentrumn 141 (Schwanewede)
    - Jägerausbildungszentrumn 144
    - Jägerausbildungszentren 22/1
    - Jägerausbildungszentrum 24/1 (Loccum)
    - Nachschubausbildungszentrum 720 (Walsrode)

## Verbandsabzeichen
Das Heimatschutzkommando führte ein Verbandsabzeichen mit folgender Blasonierung:
„Grün bordiert, gespalten von Silber und Gold ein aufrechter grüner Eichenzweig mit zwei Blättern.“
Das Verbandsabzeichen stellte die Verbindung zum Stationierungsraum her. Die Schildteilung ähnelte der Flagge des Königreichs Hannover und des Landes Hannover. Das Eichenlaub war ein traditionelles Symbol des deutschen Heeres. Besonders im Umfeld der Jägertruppe war der aufrecht stehende Eichenlaubzweig ein häufig anzutreffendes Symbol. Es war ähnlich im Truppengattungsabzeichen der Jägertruppe abgebildet. Der grüne Bord war typisch für alle Heimatschutzkommandos in der Heeresstruktur III. Grün war die Waffenfarbe der Jägertruppe, denn die meisten Heimatschutzkommandos ähnelten im Kern Jägerbrigaden.
Das Verbandsabzeichen wurde vom „Nachfolgeverband“ Heimatschutzbrigade 52 fortgeführt.

## Kommandeure
Das Heimatschutzkommando wurde durch folgende Stabsoffiziere kommandiert:
- Oberst Ulf Mühlbacher (1. April 1974 – 31. März 1979)
- Oberst Helmut Feher (1. April 1979 – 31. März 1981)